# Esgrima nos Jogos Olímpicos de Verão de 2024 - Florete por equipes masculino
A competição do florete por equipes masculino da esgrima nos Jogos Olímpicos de Verão de 2024 ocorreu em 4 de agosto de 2024 no Grand Palais, em Paris, na França. Um total de 32 esgrimistas de 8 Comitês Olímpicos Nacionais (CON) participaram do evento.

## Qualificação
Cada CON poderia inscrever uma equipe de três esgrimistas no evento, com um esgrimista adicional reserva. Esses esgrimistas também se qualificaram automaticamente para o evento individual.
Existiam oito vagas disponíveis para o florete por equipes masculino, sendo alocadas de acordo com o ranking mundial por equipes da Federação Internacional de Esgrima (FIE). As quatro primeiras colocadas, independentemente da zona geográfica, se qualificaram diretamente (Japão, Itália, Estados Unidos e França). As próximas quatro vagas foram alocadas para que cada continente fosse representado, desde que o CON estivesse entre os 16 primeiros no ranking. As vagas foram para a China (Ásia/Oceania), Canadá (Américas), Egito (África) e Polônia (Europa).

## Formato
O torneio continuou a usar o formato de chaves de eliminação única, com jogos de classificação para definir todas as posições. Cada equipe compete com três esgrimistas em que todos se enfrentam, totalizando nove lutas de três minutos; a equipe vencedora é aquela que atingir primeiro o total de 45 pontos ou que estiver na liderança após o término das nove lutas.

## Calendário
Horário local (UTC+2)
| Data                | Tempo                         | Fase                                                                                              |
| ------------------- | ----------------------------- | ------------------------------------------------------------------------------------------------- |
| 4 de agosto de 2024 | 13:00 16:00 17:10 20:20 21:40 | Quartas de final Semifinais Disputa pelo 7º lugar Disputa pelo 5º lugar Disputa pelo bronze Final |

## Medalhistas
|  | JPN Japão                                                     |  | ITA Itália                                                     |  | FRA França                                                   |
|  | Kyosuke Matsuyama Takahiro Shikine Kazuki Iimura Yudai Nagano |  | Guillaume Bianchi Filippo Macchi Tommaso Marini Alessio Foconi |  | Maximilien Chastanet Maxime Pauty Enzo Lefort Julien Mertine |

## Resultados
A competição foi disputada em formato eliminatório direto em apenas um dia, até a definição dos medalhistas.
|  | Quartas de final   | Quartas de final |                    |    | Semifinais          | Semifinais          |  |  | Final | Final |
|  |                    |                  |                    |    |                     |                     |  |  |       |       |
|  |                    |                  |                    |    |                     |                     |  |  |       |       |
|  |                    |                  |                    |    |                     |                     |  |  |       |       |
|  | JPN Japão          | 45               |                    |    |                     |                     |  |  |       |       |
|  | JPN Japão          | 45               |                    |    |                     |                     |  |  |       |       |
|  | CAN Canadá         | 26               |                    |    |                     |                     |  |  |       |       |
|  | CAN Canadá         | 26               | JPN Japão          | 45 |                     |                     |  |  |       |       |
|  |                    |                  | JPN Japão          | 45 |                     |                     |  |  |       |       |
|  |                    | FRA França       | 37                 |    |                     |                     |  |  |       |       |
|  | FRA França         | FRA França       | 37                 | 45 |                     |                     |  |  |       |       |
|  | FRA França         |                  |                    | 45 |                     |                     |  |  |       |       |
|  | CHN China          | 35               |                    |    |                     |                     |  |  |       |       |
|  | CHN China          | 35               | JPN Japão          | 45 |                     |                     |  |  |       |       |
|  |                    |                  | JPN Japão          | 45 |                     |                     |  |  |       |       |
|  |                    | ITA Itália       | 36                 |    |                     |                     |  |  |       |       |
|  | USA Estados Unidos | ITA Itália       | 36                 | 45 |                     |                     |  |  |       |       |
|  | USA Estados Unidos |                  |                    | 45 |                     |                     |  |  |       |       |
|  | EGY Egito          | 35               |                    |    |                     |                     |  |  |       |       |
|  | EGY Egito          | 35               | USA Estados Unidos | 38 |                     |                     |  |  |       |       |
|  |                    |                  | USA Estados Unidos | 38 |                     |                     |  |  |       |       |
|  |                    | ITA Itália       | 45                 |    | Disputa pelo bronze | Disputa pelo bronze |  |  |       |       |
|  | POL Polônia        | ITA Itália       | 45                 | 39 | Disputa pelo bronze | Disputa pelo bronze |  |  |       |       |
|  | POL Polônia        |                  |                    | 39 |                     |                     |  |  |       |       |
|  | ITA Itália         | 45               |                    |    |                     |                     |  |  |       |       |
|  | ITA Itália         | 45               | FRA França         | 45 |                     |                     |  |  |       |       |
|  |                    |                  |                    |    |                     |                     |  |  |       |       |
|  | USA Estados Unidos | 32               |                    |    |                     |                     |  |  |       |       |
|  | USA Estados Unidos | 32               |                    |    |                     |                     |  |  |       |       |

Classificação 5º–8º lugar
|  | Classificação 5º–8 | Classificação 5º–8 |                       |    | Disputa pelo 5º lugar | Disputa pelo 5º lugar |
|  |                    |                    |                       |    |                       |                       |
|  |                    |                    |                       |    |                       |                       |
|  |                    |                    |                       |    |                       |                       |
|  | CAN Canadá         | 32                 |                       |    |                       |                       |
|  | CAN Canadá         | 32                 |                       |    |                       |                       |
|  | CHN China          | 45                 |                       |    |                       |                       |
|  | CHN China          | 45                 | CHN China             | 45 |                       |                       |
|  |                    |                    | CHN China             | 45 |                       |                       |
|  |                    | POL Polônia        | 30                    |    |                       |                       |
|  | EGY Egito          | POL Polônia        | 30                    | 36 |                       |                       |
|  | EGY Egito          |                    |                       | 36 |                       |                       |
|  | POL Polônia        | 45                 |                       |    |                       |                       |
|  | POL Polônia        | 45                 | Disputa pelo 7º lugar |    |                       |                       |
|  |                    |                    |                       |    |                       |                       |
|  |                    |                    |                       |    |                       |                       |
|  |                    |                    |                       |    |                       |                       |
|  | CAN Canadá         | 45                 |                       |    |                       |                       |
|  | CAN Canadá         | 45                 |                       |    |                       |                       |
|  | EGY Egito          | 38                 |                       |    |                       |                       |

## Classificação final
| Pos.              | CON                | Esgrimistas                                                          |
| ----------------- | ------------------ | -------------------------------------------------------------------- |
| Medalha de ouro   | JPN Japão          | Takahiro Shikine Kyosuke Matsuyama Kazuki Iimura Yudai Nagano        |
| Medalha de prata  | ITA Itália         | Filippo Macchi Tommaso Marini Guillaume Bianchi Alessio Foconi       |
| Medalha de bronze | FRA França         | Maximilien Chastanet Maxime Pauty Enzo Lefort Julien Mertine         |
| 4                 | USA Estados Unidos | Nick Itkin Miles Chamley-Watson Alexander Massialas Gerek Meinhardt  |
| 5                 | CHN China          | Xu Jie Mo Ziwei Wu Bin Chen Haiwei                                   |
| 6                 | POL Polônia        | Andrzej Rządkowski Jan Jurkiewicz Michał Siess Adrian Wojtkowiak     |
| 7                 | CAN Canadá         | Bogdan Hamilton Maximilien Van Haaster Blake Broszus Daniel Gu       |
| 8                 | EGY Egito          | Mohamed Essam Mohamed Hamza Abdelrahman Tolba Alaaeldin Abouelkassem |